# Dichotomius ohausi
Dichotomius ohausi là một loài bọ cánh cứng trong họ Bọ hung (Scarabaeidae).